# Citong (Yunlin)
Citong (chinesisch 莿桐鄉, Pinyin Cìtóng xiāng, taiwanisch: Chhì-tông-hiong) ist eine Landgemeinde des Landkreises Yunlin in der Republik China (Taiwan).

## Lage und Beschreibung

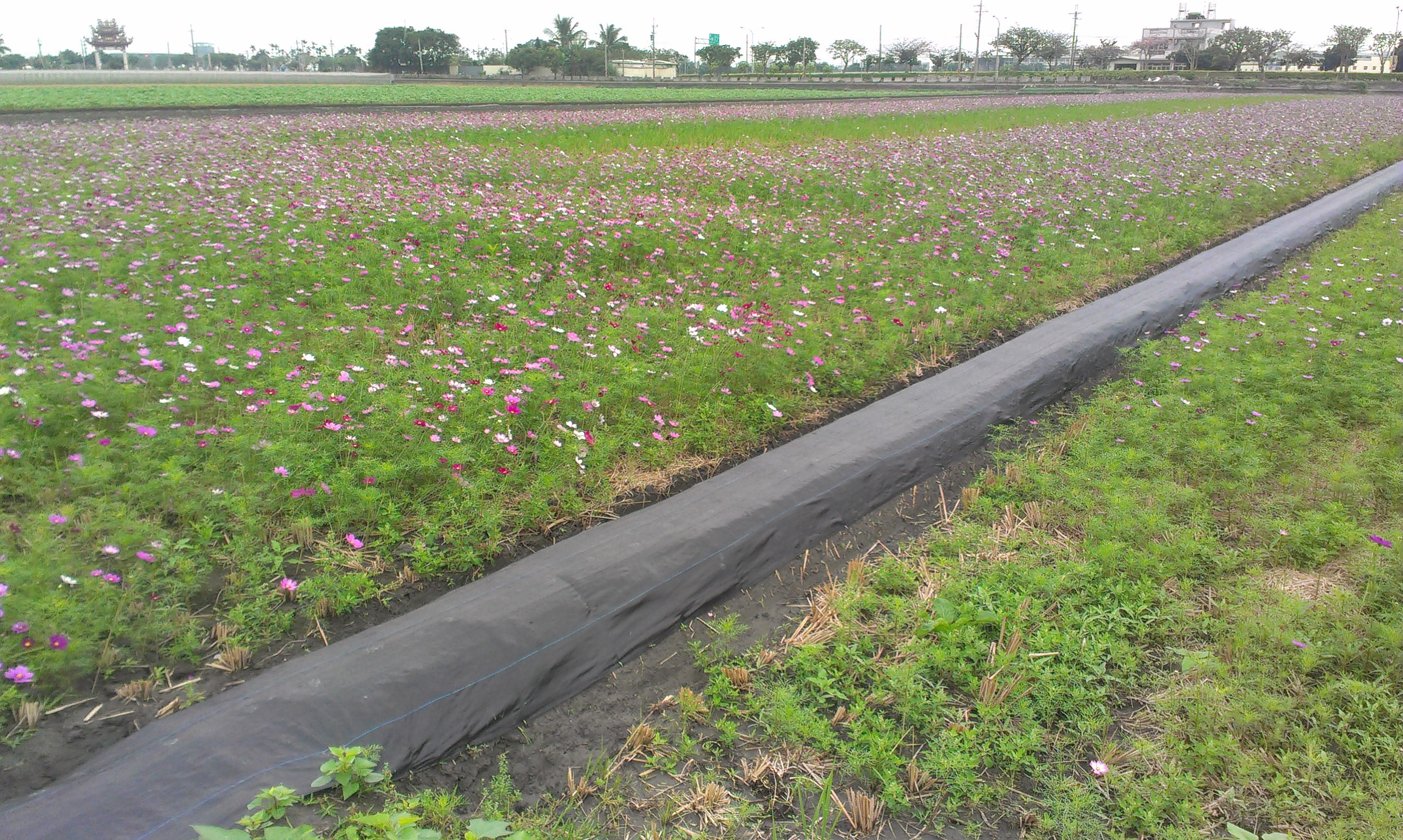
Feld im Dorf Xingtong

Citong liegt im Nordosten des Landkreises Yunlin. Seine nördliche Grenze ist der Fluss Zhuoshui, am gegenüberliegenden Ufer befindet sich der Landkreis Changhua mit den Gemeinden Xizhou und Ershui. Citongs Nachbargemeinden sind Linnei und Douliu im Osten und Südosten, Huwei im Süden und Xiluo im Westen. Die größten Siedlungen sind die Dörfer Citong und Raoping (饒平).

## Geschichte

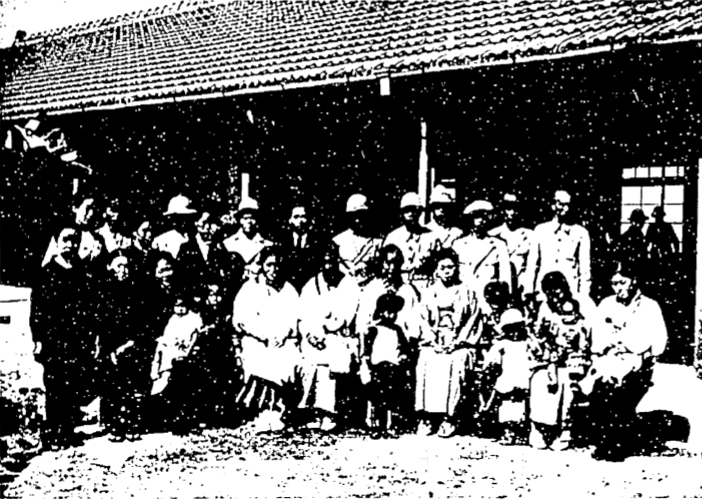
Japanische Einwanderer im Dorf Rongcun (1941)

Der Ortsname Citong (莿桐) ist eine Variante der chinesischen Bezeichnung citong (刺桐) für den hier wachsenden Indischen Korallenbaum. Die Besiedlung der Gegend durch chinesische Einwanderer begann in der ersten Hälfte des 18. Jahrhunderts. Die Siedler machten das Land urbar und betrieben Landwirtschaft.
Die Dörfer der Region wurden zur Zeit der japanischen Herrschaft über Taiwan erstmals zur Gemeinde Citong zusammengefasst. Sie gehörte zu den wenigen Orten in Taiwan, an denen sich während der Kolonialzeit eine größere Zahl eingewanderter japanischer Bauern niederließ.
Nach der Übernahme Taiwans durch die Republik China wurde der Ort 1950 in den neuen Landkreis Yunlin eingegliedert.

## Verkehr und Wirtschaft
Die Provinzstraße 1 führt im Westen der Gemeinde von Nord nach Süd durch den Hauptort, das Dorf Citong. Die Autobahn Nationalstraße 1 verläuft in unmittelbarer Nähe durch die Nachbargemeinde Xiluo, mit einer Abfahrt am Nordwestrand Citongs. Weitere wichtige Verkehrswege sind die Kreisstraßen 154 (von West nach Ost) und 154B (縣道154乙, von Nordwest nach Südost). Der Öffentliche Nahverkehr der Gemeinde wird mit Buslinien unterhalten.
Citong ist eine landwirtschaftlich geprägte Gemeinde. Zu den wichtigsten Erzeugnissen zählen Reis, Erdnüsse, Knoblauch, Sternfrucht, Bananen, Tomaten und anderes Gemüse.

## Kultur und Sehenswürdigkeiten

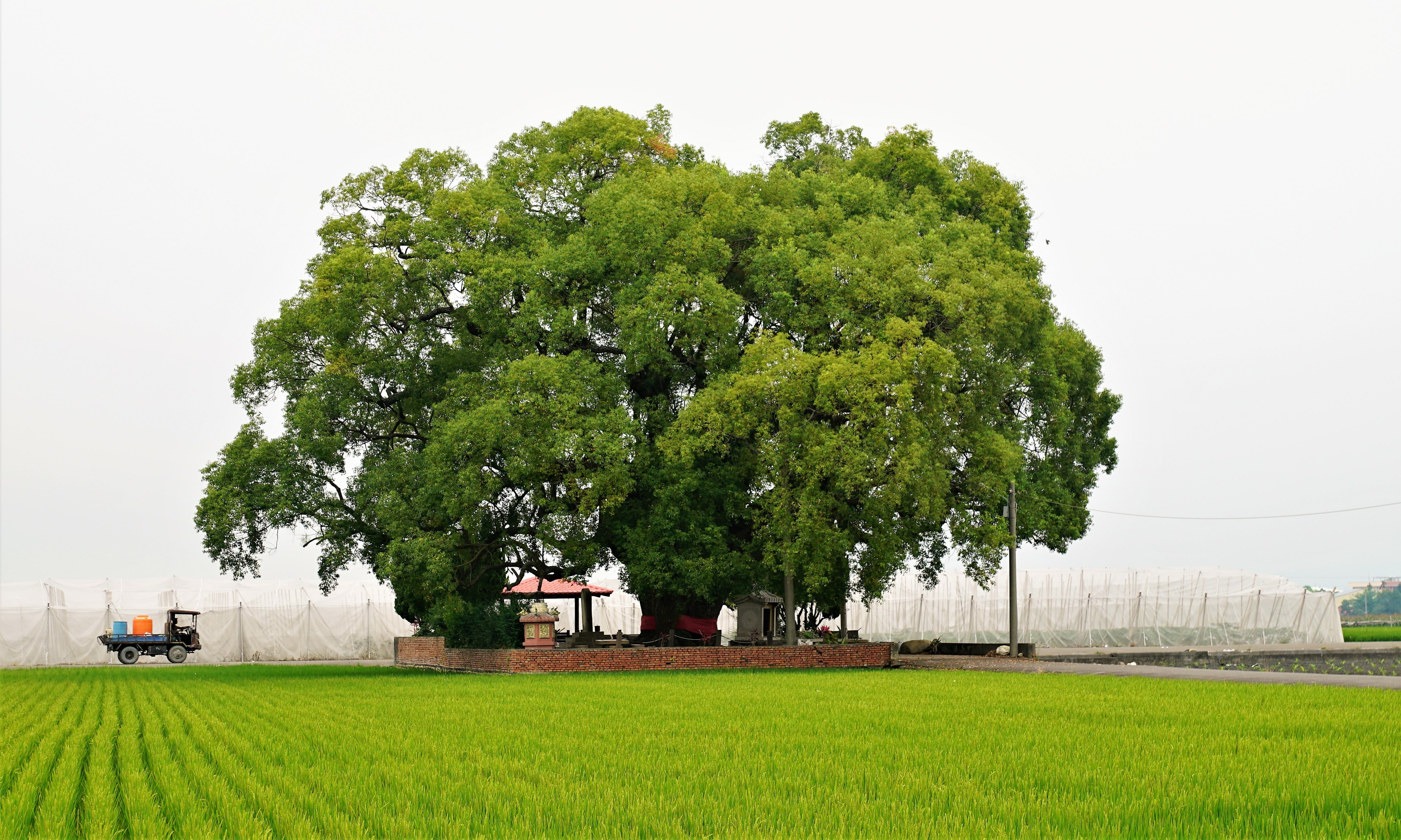
Der Kampferbaum Chiuⁿ Lāu-iâ

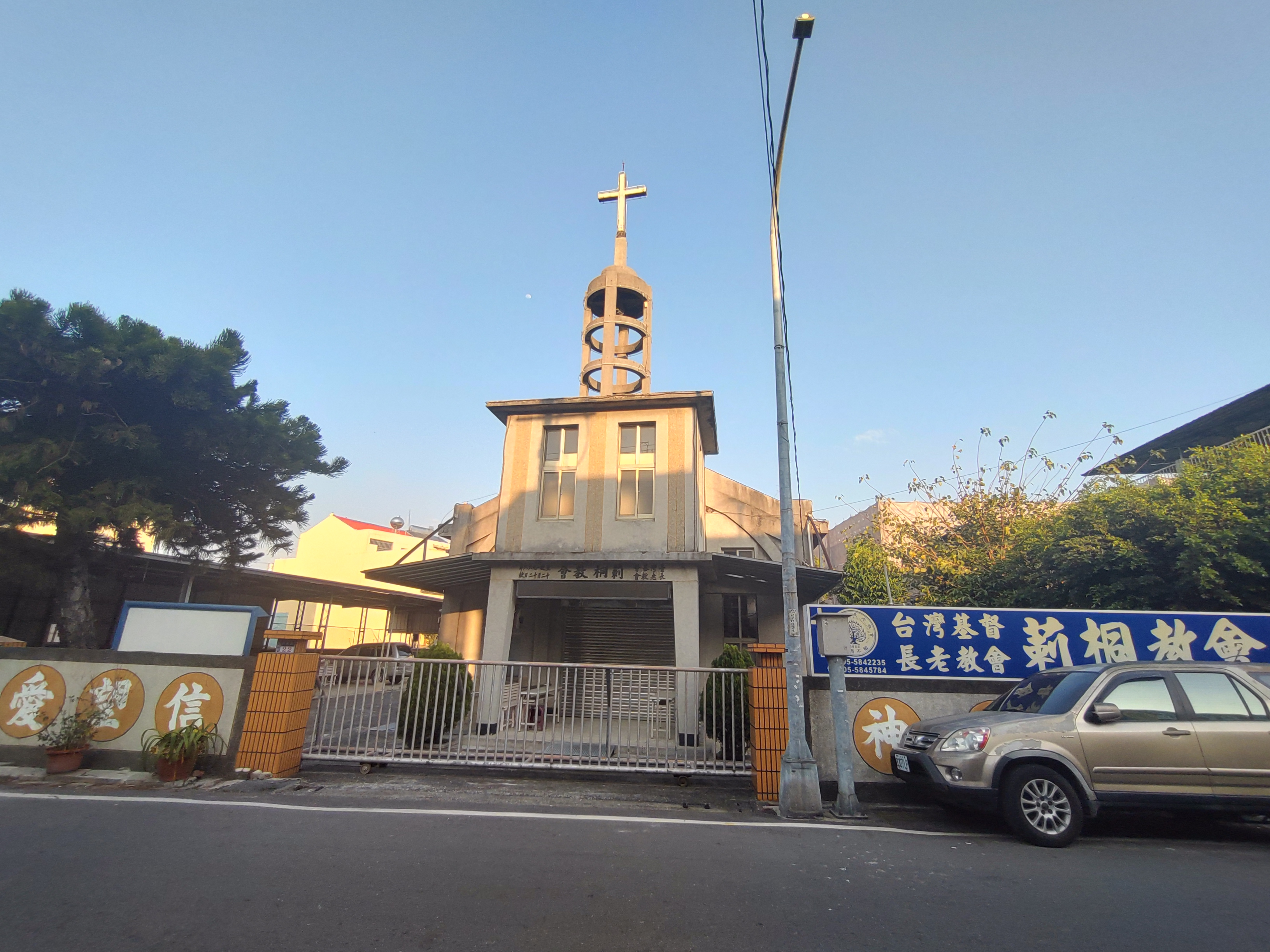
Citongs presbyterianische Kirche

Im Dorf Liuhe steht ein großer alter Kampferbaum namens Chiuⁿ Lāu-iâ (taiwanisch „Alter Herr Kampferbaum“, chinesisch 樟老爺 Zhang Laoye), unter dem glücksbringende Steine und ein Altar aufgestellt sind. Um den Baum ranken sich einige Legenden. Auch im Dorf Sanbiantou befindet sich ein alter Baum, der Banyanbaum Chhêng-chhiū Kong (榕樹公 Rongshu Gong, „Großvater Banyan“).
In Citong sind einige daoistische und buddhistische Tempel und eine presbyterianische Gemeinde beheimatet. Eines der ältesten religiösen Zentren ist der Futian Gong (福天宮) im Dorf Xingtong aus dem Jahr 1821, dessen Hauptgottheit Mazu ist.